# Armia starożytnej Macedonii

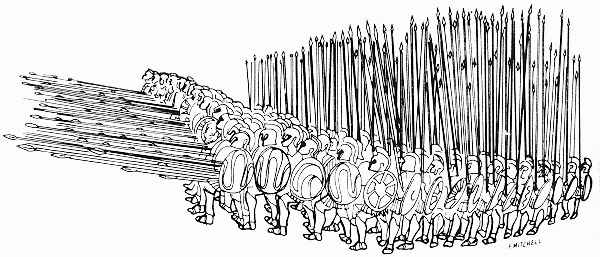
Rysunek przedstawiający szyk bojowy falangi macedońskiej z czasów Filipa II i Aleksandra.

Armia starożytnej Macedonii – siły zbrojne Królestwa Macedonii, istniejącego od IX wieku p.n.e. aż do roku 146 p.n.e., które w czasach swojej świetności zdołały utwierdzić macedońską hegemonię na Bliskim Wschodzie i na obszarach basenu Morza Śródziemnego.
Armia macedońska zyskała swoje znaczenie dopiero w IV wieku p.n.e. po reformach Filipa II, kontynuowanych przez jego następców, w tym między innymi przez jego syna Aleksandra Wielkiego. U szczytu swej potęgi była uznawana za najpotężniejszą i miała znaczący wkład w rozwój sztuki wojennej w starożytności, stanowiąc wzór dla innych państw obszarów śródziemnomorskich i bliskowschodnich. Była mocno wzorowana na armii Greków, wykorzystując i udoskonalając grecki szyk falangi oraz rozwiązania w zakresie taktyki, choć z biegiem lat przyjęła również wpływy wschodnie.
W okresie hellenistycznym różne państwa, podbite wcześniej przez Aleksandra Wielkiego, tworzyły swoje własne armie, opierając je na wzorach macedońskich, co jest cechą charakterystyczną chociażby wojen diadochów.
Macedoński model armii opierał się na żołnierzach walczących w ściśle zwartym szyku, tworzących falangę, uzupełnianych przez inne, lżejsze oddziały oraz silną konnicę. Taki sposób walki określany jest jako "taktyka połączonych broni" i jego dominację zakończyła dopiera seria porażek, jakie w II wieku p.n.e. poniosły armie hellenistyczne w walce przeciwko rzymskim legionom, m.in. w bitwach takich jak pod Kynoskefalaj w 197 p.n.e., pod Magnezją w 190 p.n.e. czy pod Pydną w 168 p.n.e.

## Początki

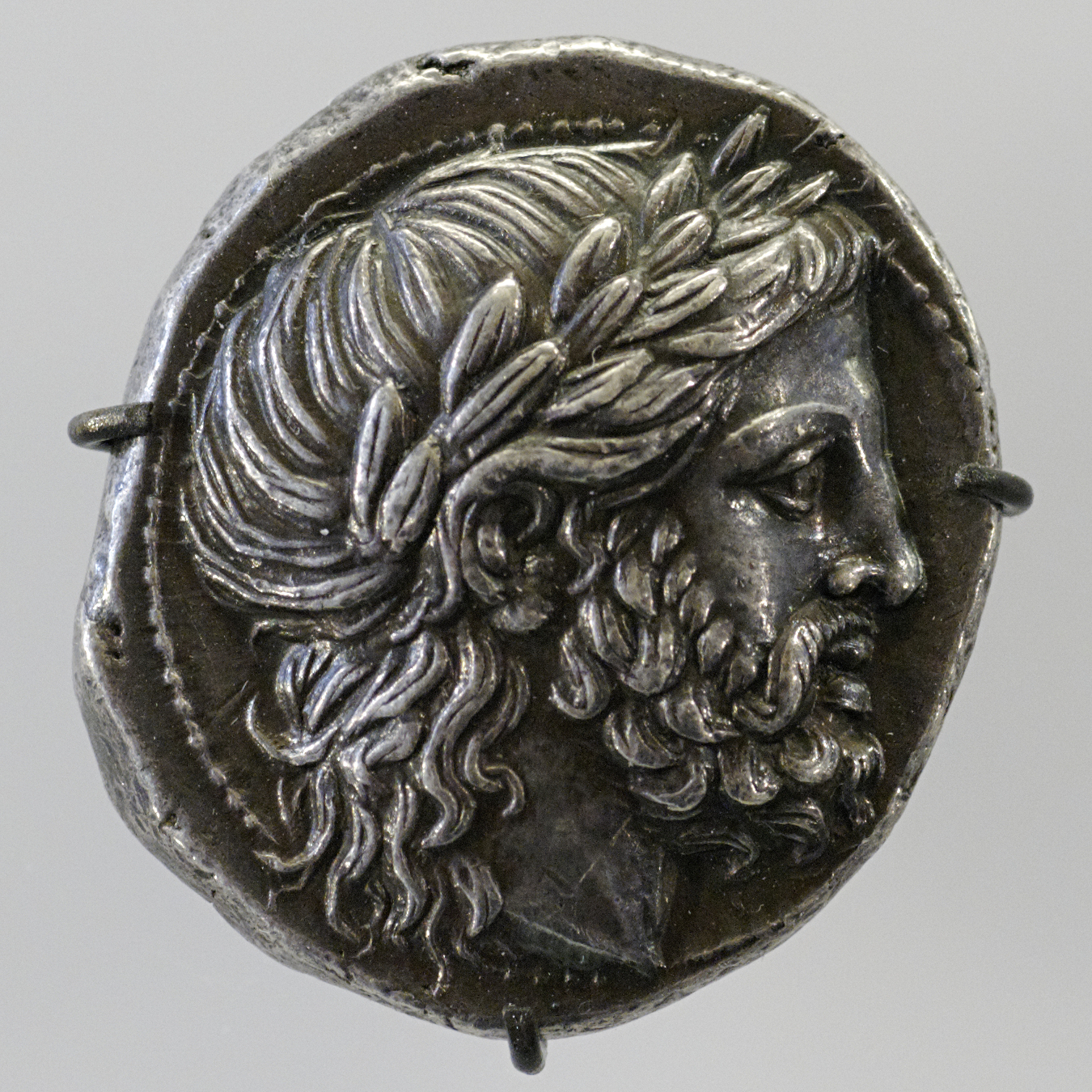
Srebrna tetradrachma z wizerunkiem króla Filipa II, będącego głównym twórcą armii macedońskiej.

Od czasu założenia państwa przez Perdikkasa I w VIII wieku p.n.e., Królestwo Macedonii długo nie uzyskało w świecie greckim większego znaczenia. Stosunkowo słaba armia składała się przede wszystkim z arystokratycznej kawalerii oraz piechoty, posiadającej jednak niewielkie znaczenie, głównie zajmującej się pracami oblężniczymi i służącej w miejskich garnizonach. Sytuacja taka zmieniła się dopiero podczas panowania Archelaosa I (413-399 p.n.e.), który w trosce o obronność królestwa rozbudował system umocnień granicznych oraz, prawdopodobnie, wzmocnił armię, zwiększając jej liczebność oraz włączając do niej najemnych hoplitów greckich. Po prawie półwieczu chaosu wewnątrz-politycznego i walk o władzę, ideę reform podjął na nowo Filip II, brat panującego króla Perdikkasa III (365-359 p.n.e.), będący wówczas zarządcą regionu Amfaksistis. Ze względu na wysokie znaczenie strategiczne tego obszaru, otrzymał on szerokie uprawnienia w zakresie organizowania sił zbrojnych, co wykorzystał do przeprowadzenia gruntownych reform. Wprowadzał je stopniowo, rozpoczynając około roku 364 p.n.e., gdy uzyskał swoje stanowisko, a kontynuując także wiele lat później, podczas  panowania jako król Macedonii w latach 357-336 p.n.e.

## Reformy Filipa II

### Szyk i ustawienie; role poszczególnych formacji
Głównym punktem reform Filipa było zwiększenie wartości bojowej oddziałów piechoty, dotychczas pełniącej marginalną rolę. Główną wprowadzoną przez niego zmianą było utworzenie formacji pieszych towarzyszy (pedzetairoi). Pod względem uzbrojenia byli oni wzorowani na zreformowanych w 1. połowie IV wieku p.n.e. przez Ateńczyka Ifikratesa najemnikach greckich walczących w armii perskiej, wyposażonych w wydłużone włócznie kosztem zmniejszonych tarcz i lżejszych pancerzy. Z kolei zupełną nowością wprowadzoną przez Filipa był szyk w jakim byli oni ustawiani, nazywany falangą macedońską. Zazwyczaj była ona głęboka na szesnaście szeregów, choć poszczególni dowódcy często redukowali ich liczbę, wydłużając tym samym front. Pięć pierwszych szeregów żołnierzy trzymało włócznie poziomo, co w praktyce uniemożliwiało uzbrojonym w krótszą broń przeciwnikom frontalne pokonanie pedzetajrów. Pozostałe szeregi trzymały włócznie w pionie, lekko poruszając nimi w celu odbijania nadlatujących strzał. Choć byli bardzo skuteczni w bezpośrednim starciu to ich dużymi wadami były powolność, konieczność dobrego wyszkolenia oraz praktycznie zupełna niezdolność do indywidualnej walki w przypadku rozbicia szyku. Pedzetajrowie byli oddziałami poborowymi, rekrutowanymi spośród macedońskich chłopów i pasterzy, zazwyczaj tylko na okres kampanii.
Obok pedzetajrów, ważną część piechoty stanowili hypaspiści, będący zawodową i elitarną formacją włóczników, zazwyczaj umieszczaną podczas bitwy na zaszczytnym prawym skrzydle. Kwestia dokładnego ich uzbrojenia wywołuje wśród historyków poważne spory, prawdopodobnie jednak byli oni w tym względzie podobni do pedzetajrów, co najwyżej posiadając lepszej jakości uzbrojenie ochronne.
Reformy Filipa nie ominęły również piechoty lekkozbrojnej, znacząco zwiększając jej rolę. Było to związane między innymi z faktem, że lekkozbrojni walczący wręcz byli potrzebni do ochrony flanek falangi, bardzo wrażliwych na ataki nieprzyjaciela. Oprócz nich wykorzystywano także oddziały harcownicze i miotające, nazywane psiloi, mające w swych szeregach łuczników, oszczepników i procarzy. Zazwyczaj na początku bitew umieszczano je przed wszystkimi oddziałami aby swoim ostrzałem przetrzebiły wojska nieprzyjaciela przed właściwym natarciem. Oddziałem pośrednim między tymi dwoma rodzajami lekkozbrojnych byli peltaści – żołnierze walczący zarówno na dystans jak i mogący w pewnym stopniu walczyć wręcz.
Pomimo zwiększenia roli piechoty, znaczenie kawalerii w armii macedońskiej wcale nie zmalało. Dzieliła się ona na kilka formacji. Pierwszą, elitarną i najciężej uzbrojoną, stanowili istniejący jeszcze przed Filipem "konni towarzysze" – hetajrowie. Rekrutowali się z najlepszych arystokratycznych rodów macedońskich. Służba w tej formacji była uznawana za zaszczyt, często zapewniając jej członkom możliwość zrobienia kariery na wysokich szczeblach. Hetajrowie podzieleni byli na ile – 200-osobowe szwadrony. Najznakomitszą ich część stanowiła agema – osobista gwardia króla. Od czasu podporządkowania Tesalii Królestwu Macedonii przez Filipa, duże znaczenie w jego armii zaczęła odgrywać wyśmienita ciężkozbrojna kawaleria tesalska, uznawana za najlepszą w całej Grecji. Trochę mniejsze znaczenie posiadała lekka jazda (prodromoi), której utworzenie było częścią reform. Przede wszystkim wykorzystywano ją do zadań pomocniczych, tj. ochrona linii komunikacyjnych, patrole czy zwiad, choć brała również udział w walnych bitwach.
Stosunkowo mało znanym obecnie aspektem reform Filipa jest utworzenie przez niego czegoś na kształt oddziałów inżynieryjnych. Wykorzystywały one transportowane w częściach greckie machiny oblężnicze, w razie potrzeby składane i obsługiwane przez przeszkolonych do tego żołnierzy. Miało to istotny wpływ na szybkość zdobywania nieprzyjacielskich twierdz i miast.
W armii macedońskiej służyli również najemnicy. Występowali oni w niej także i przed Filipem, ale to za jego panowania nastąpił poważny wzrost ich ilości i znaczenia. Było to między innymi związane z zajęciem przez Filipa Tracji wraz z jej kopalniami złota (co znacznie zwiększyło budżet, jaki państwo mogło przeznaczyć na ich utrzymanie), a także – w przypadku Greków – z uzyskaniem hegemonii w Helladzie. Zazwyczaj korzystano z najemników pochodzących z plemion trackich, iliryjskich oraz polis greckich. Większość z nich stanowili żołnierze lekkozbrojni i miotający, choć wielu służyło także w lekkiej kawalerii. Mimo licznych zawirowań i kryzysów, jakie odcisnęły swoje piętno na historii Macedonii, aż do klęski króla Perseusza Antygonidy pod Pydną w 168 p.n.e. najemnicy stanowili podstawową obsadę garnizonów strategicznych miast i twierdz. Oprócz ciężej uzbrojonych piechurów (jak greccy hoplici), korzystano także z lekkozbrojnych. Poza oddziałami czysto najemnymi, Macedonia korzystała też z pomocy sprzymierzonych plemion bałkańskich oraz kontyngentów wystawianych przez podporządkowane miasta greckie.

### Uzbrojenie

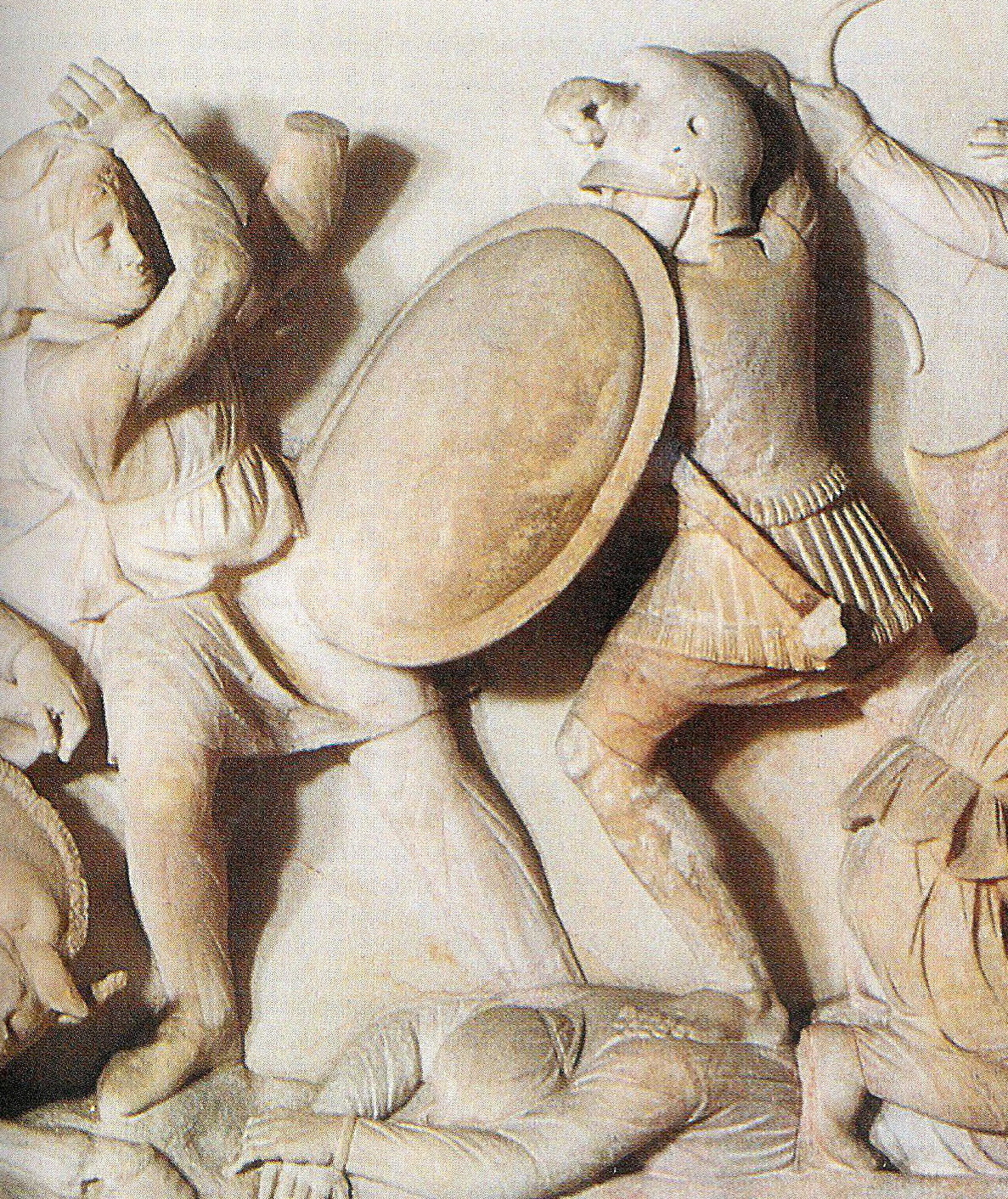
Antyczna rzeźba przedstawiająca macedońskiego piechura z formacji pedzetajrów. Uwagę zwracają charakterystyczna tarcza hoplon i hełm typu trackiego.

Podstawową bronią pedzetajrów i hypaspistów była sarisa – długa dereniowa włócznia o wąskim grocie. W czasach Filipa jej długość wynosiła między 4 a 5 m. W okresie hellenistycznym była stopniowo wydłużana, dochodząc pod jego koniec nawet do 6,2 m. Do walki wręcz żołnierze tych formacji używali krótkich mieczy (lub, według innych źródeł, sztyletów). Pozostała piechota korzystała głównie z broni pochodzenia greckiego. Najbardziej rozpowszechnione były jednosieczne miecze typu kopis i machaira oraz dwusieczny xiphos. Z broni tej korzystała również kawaleria, choć podstawę jej uzbrojenia stanowiła zazwyczaj ok. 3-metrowa włócznia.
Z uzbrojenia ochronnego najbardziej rozpowszechnione były hełmy, zazwyczaj wykonywane z brązu. Używali ich zarówno pedzetajrowie, oddziały walczącej wręcz lekkozbrojnej piechoty, jak i kawalerzyści, a nawet część harcowniczych jednostek miotających (psiloi). Najpopularniejsze były hełmy typu attyckiego, frygijskiego i beockiego – te ostatnie używane przede wszystkim przez kawalerię ze względu na dobrą widoczność, a zbliżone kształtem i sposobem ochrony do średniowiecznego kapalinu. Ze względów finansowych pierwotnie metalowych pancerzy używali jedynie oficerowie formacji pedzetajrów i kawalerzyści. Były to najczęściej brązowe pancerze torsowe pochodzenia greckiego, składające się z naplecznika i napierśnika, połączonych ze sobą skórzanymi pasami. Zwykli żołnierze najczęściej używali płóciennych, lnianych pancerzy. Były one lekkie i tanie, jednocześnie zapewniając stosunkowo dobrą ochronę.
Wśród wojsk armii macedońskiej dość ważną rolę odgrywały też tarcze. Pedzetajrowie używali małych, o okrągłym kształcie. Podczas walk w szyku falangi zawieszali je na jednym z ramion, gdyż dzierżenie sarisy wymagało obu rąk. Peltaści również używali tarcz niewielkich i lekkich ale pochodzenia trackiego, wykonanych z wikliny, o półksiężycowym kształcie, powszechnie zwanych pelta (skąd wywodzi się nazwa jednostki). Oprócz tego, z małych tarcz korzystali również hetajrowie oraz wielu żołnierzy z najemnych oddziałów lekkozbrojnych.

### "Taktyka połączonych broni"
Jednym z głównych punktów programu reform Filipa II było wprowadzenie i realizacja koncepcji militarnej określanej jako „taktyka połączonych broni”. Nie był to pomysł nowatorski, gdyż już greccy hoplici posiłkowali się oddziałami harcowników w celu nadrobienia braków w mobilności, lecz dopiero w Macedonii rozwiązania te przyjęły postać założeń taktycznych. Taktyka ta opierała się ona na współpracy różnego rodzaju wojsk, poczynając od ciężkiej piechoty ustawionej w falandze (pedzetajrowie i hypaspiści), stanowiącej główną siłę armii, uzbrojonej we włócznie, lecz mało elastycznej i podatnej na ataki bardziej mobilnych przeciwników; lekkiej piechoty (najemnicy traccy i bałkańscy, peltaści, psiloi), będącej przeciwwagą dla cięższych formacji, chroniącej flanki i pełniącej rolę harcowników; ciężkiej kawalerii (hetajrowie, jazda tesalska), potrafiącej rozstrzygać losy bitew za pomocą silnej szarży, ale mało efektywnej do innych zadań; oraz lekkiej kawalerii (najemnicy, prodromoi), spełniającej wszystkie te role, którym nie mogła podołać jazda ciężkozbrojna. W późniejszych latach, zwłaszcza za czasów Aleksandra, stopień zróżnicowania poszczególnych oddziałów jeszcze bardziej zwiększono, dodając kontyngenty wschodniej ludności miejscowej, walczące na tamtejszą modłę. Później „taktyka połączonych broni” była również wykorzystywana, przez wszystkie państwa hellenistyczne. Pierwotnie nie zachodziły w niej większe zmiany ale od czasu  trwałego przejęcia władzy w Macedonii przez dynastię Antygonidów (275 p.n.e.) stopniowo była ona coraz bardziej „wypaczana” na skutek panującej tendencji do ograniczenia roli i ilości kawalerii oraz oddziałów lekkozbrojnych na rzecz żołnierzy uzbrojonych w sarisy.
Główną zaletą armii stosującej taką taktykę była możliwość stawienia czoła każdemu wrogowi, niezależnie od jego stylu walki. Operowanie tak wieloma oddziałami jednocześnie wymagało jednak ogromnych umiejętności dowódczych oraz wysoce wykwalifikowanej kadry oficerskiej. Była to główna słabość takiej taktyki, którą w późniejszych wiekach wykorzystali choćby Rzymianie. Mimo to "taktyka połączonych broni" przez długi czas przynosiła wyśmienite rezultaty. Siły zbrojne Filipa II i Aleksandra były najsilniejszą armią ówczesnego świata, a i w okresie hellenistycznym zdecydowany prym wiodły wojska wprost wzorowane na macedońskim.

## Reformy Aleksandra Wielkiego

Tradycyjne ustawienie armii macedońskiej przed bitwą. W centrum stoją pedzetajrowie oraz hypaspiści (błędnie podpisani jako "elitarna ciężka jazda"), po obu ich stronach ciężka jazda (kawaleria tesalska i hetajrowie), na skrzydłach peltaści i lekka jazda (prodromoi), oprócz tego harcownicy (psiloi) na przedzie oraz lekkozbrojne oddziały sprzymierzeńcze w odwodzie.

Zmiany dokonane przez Aleksandra Wielkiego nie były tak naprawdę reformami, stanowiąc raczej odpowiedź na nowe warunki i próbę dostosowania armii macedońskiej do sposobu walki ludów wschodnich. Gdy przejął władzę w 336 p.n.e., Aleksander zwiększył liczbę zaciąganych najemników bałkańskich i trackich. Poważniejsze zmiany zaczęły dopiero zachodzić wraz z postępami jego kampanii w Persji, mniej więcej od czasu walk w Sogdianie (przełom lat 330 i 329 p.n.e.). Konieczność reformy spowodowana była przez bardzo poważne straty, jakie wyrządzały wśród Macedończyków konne oddziały partyzanckie byłego satrapy perskiego Spitamenesa, wspieranego przez Scytów. Zmiany objęły swoim zakresem przede wszystkim konnicę, której liczebność zwiększono o sporą ilość lekkozbrojnych jeźdźców, mających przeciwdziałać ruchliwym partyzantom baktryjskim. Z racji dużego oddalenia od Macedonii oraz znakomitych tradycji jeździeckich, jakimi mogły poszczycić się okoliczne ludy, Aleksander formował nowe oddziały przede wszystkim spośród przedstawicieli lokalnej arystokracji. Wymiar tych reform miał również swoje podłoże propagandowe.
Wśród tego nowego rodzaju wojsk należy zdecydowanie wyróżnić lekkozbrojną jazdę oszczepniczą (hippakontistai) oraz konnych łuczników (hippo-toxotai), których sama obecność była ewenementem, ogromnie odbiegając od tradycyjnego wzorca armii macedońskiej, jaką miała ona za czasów Filipa II. Poza kawalerią, miejscowe ludy irańskie miały swój liczny udział w piechocie lekkozbrojnej i strzeleckiej, które to formacje tworzyły wraz z najemnikami trackimi i bałkańskimi. Innym ważnym aspektem reform Aleksandra, mającym wydźwięk polityczny, było utworzenie formacji epigonów (dosł. następców) czyli około 40-tysięcy członków lokalnej arystokracji perskiej i medyjskiej, których kazano wysłać do Macedonii i tam wyszkolić w sztuce walki w falandze, tak jak pedzetajrów. Było to związane z koncepcją Aleksandra, zakładającą utworzenie państwa opartego na porozumieniu Macedończyków z tubylcami, a powodującą poważny wzrost niezadowolenia wśród macedońskich tradycjonalistów, stanowiących większość armii i kadry oficerskiej. Nie był to jednak żaden nowy rodzaj jednostki, a poza tym i tak sprawa ta upadła wraz ze śmiercią Aleksandra w Babilonie w 323 p.n.e. Wśród zmian nie związanych z chęcią dostosowania armii do wschodnich warunków i sposobu prowadzenia walki można także wymienić utworzenie formacji Srebrnych Tarcz – argyraspidów. Wywodzą się oni z czasu kampanii indyjskiej Aleksandra i stanowili elitarną formację pedzetajrów, złożoną z najlepszych i najbardziej doświadczonych weteranów. Sama formacja brała również udział w wojnach diadochów, a jej tradycja była podtrzymywana przez kolejnych władców z dynastii Seleucydów stanowiąc ich najbardziej prestiżowy oddział piechoty.
W kwestii inżynierii wojskowej, Aleksander nie wprowadził żadnych nowych typów machin oblężniczych, korzystając z dorobku swego ojca. Nie oznacza to jednak zastoju w tej dziedzinie, jako że ciężkie oblężenia z okresu walk w Palestynie wymusiły korzystanie z nowych, wzbogacających macedońską sztukę wojenną, rozwiązań. Jednym z przykładów jest zastosowanie sztucznej grobli podczas oblężenia położonego na przybrzeżnej wyspie Tyru czy kopca oblężniczego podczas zdobywania Gazy, który umożliwił ustawienie machin oblężniczych i oddziałów miotających powyżej wysokości murów, co przyczyniło się z kolei do szybkiego zdobycia miasta.

## Okres hellenistyczny

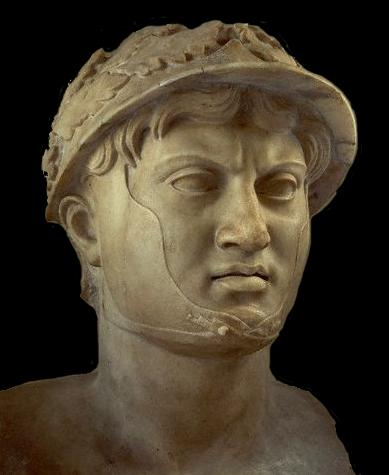
Król Epiru Pyrrus (319–272 p.n.e.), którego armia jest najpełniejszym przykładem na zastosowanie macedońskich wzorców wojennych i realizację założeń "taktyki połączonych broni".

Pomimo braku jakichkolwiek reform w pełnym tego słowa znaczeniu, także i przez okres hellenistyczny w armii macedońskiej zachodziły spore zmiany. Przede wszystkim armia ta poważnie różniła się od armii z czasu reform Aleksandra Wielkiego ze względu na znacznie mniejszą obecność wpływów wschodnich. Było to przede wszystkim związane z rozpadem państwa macedońskiego w wyniku wojen diadochów, skutkiem czego jego obszar skurczył się z powrotem do rdzennych terenów sprzed wyprawy Aleksandra, czego wypadkową była z kolei konieczność rezygnacji z oddziałów praktykujących wschodni model walki. W III wieku p.n.e., gdy sytuacja polityczna między diadochami nieco się ustabilizowała, spadło znaczenie macedońskiej konnicy. Taki stan rzecz miał swoją przyczynę przede wszystkim w przesunięciu się terenu zmagań wojennych na bliższe, bardziej górzyste tereny (głównie Grecji, Północnej Macedonii i Ilirii) gdzie częściej bardziej przydatna od konnicy była piechota.
Pierwotnie armia Macedonii zgodnie z "taktyką połączonych broni" była mocno zróżnicowana pod względem proporcji między różnymi oddziałami. Jednak wraz z upływem lat, od końca III wieku p.n.e. (mniej więcej od czasu bitwy pod Sellazją w 222 p.n.e.) dominującą liczebnie podstawą armii coraz bardziej stawali się pedzetajrowie, od czasu wyprawy Aleksandra Wielkiego zwani "nosicielami saris" – sarisophoroi – a po ostatecznym dojściu do władzy Antygonidów w 277 p.n.e. zostali zgrupowani w dwa korpusy – chalkaspidów ("Brązowe Tarcze") i leukaspidów ("Białe Tarcze"). Pomimo zmiany nazwy, ich szyk oraz taktyka nie uległy przekształceniu; wzmocniono jedynie ich pancerze. Inną nowinkę okresu hellenistycznego stanowiła formacja peltastów królewskich, utworzonych przez ostatnich władców z dynastii Antygonidów (możliwe że w miejsce dawnych hypaspistów). Niezależnie od nazwy, prawdopodobnie były to elitarne oddziały ciężkozbrojne, uzbrojone w tarcze i włócznie, mogące zarówno walczyć w szyku falangi, jak i zajmować się osłoną flanek czy też pełnić funkcje zwiadowcze podczas marszu.
Na początku epoki hellenistycznej w armii Macedońskiej stosunkowo duży udział mieli żołnierze lekkozbrojni, miotający i tarczownicy. Choć, tak jak to było wspomniane, od mniej więcej 222 roku p.n.e. widoczna jest coraz silniejsza tendencja do zmniejszania ilości i roli tych oddziałów, to mimo wszystko, aż do końca istnienia państwa macedońskiego, były one stosowane. Sama struktura oraz uzbrojenie oddziałów lekkozbrojnych i miotających nie zmieniło się wiele od czasów Filipa. Pewną różnicą pod tym względem może być jednak znacznie częstsze korzystanie ze słynnych w tym okresie najemników kreteńskich, zwłaszcza w charakterze procarzy i łuczników. Natomiast w III wieku p.n.e. bardzo poważnie przeformowane zostały oddziały ciężkozbrojnych tarczowników, które wyposażono w thureos (stąd nazywano ich thureophoroi – dosł. "noszący thureos"). Były to duże, owalne tarcze, wykonane z drewna i obciągnięte skórą, z przebiegającą przez środek długą i grubą ością stanowiącą wzmocnienie i ochronę dla uchwytu. Sam wzór tych tarcz pochodził od Celtów, a został zaadaptowany przez plemiona iliryjskie i trackie. Dopiero potem dotarł do armii macedońskiej i epirockiej, by następnie upowszechnić się również w pozostałych państwach hellenistycznych, pozostając w użyciu aż do I wieku p.n.e. Oprócz thureos, oddziały te zazwyczaj wyposażone były w brązowe hełmy, pancerze, a uzbrojone we włócznie, miecze (prawdopodobnie typu 'kopis' lub machajra) oraz kilka oszczepów które miotano przed bezpośrednim starciem. Inne oddziały tarczowników, z których w pewnej mierze korzystano, tworzyli Trakowie, Celtowie, Illirowie i Agrianie. Część z nich była rekrutowana z pomniejszych ich wspólnot zamieszkujących Macedonię, reszta służyła w charakterze najemników lub jako żołnierze dostarczani przez plemiona sprzymierzone.
Proporcjonalnie do zwiększenia liczebności piechoty, w armii macedońskiej okresu hellenistycznego znacznie zmalał udział kawalerii. Mimo to, także na tym polu doszło do pewnym zmian; wprowadzono między innymi kontyngenty jazdy tarenckiej, która, choć nieliczna, poniekąd zastąpiła wykorzystywanych przez Aleksandra irańskich hippakontistai. Była to lekka jazda uzbrojona w oszczepy i miecze, spełniająca funkcje zaczepne, o dobrym wyszkoleniu i wysokiej użyteczności. Początkowo nazwa formacji odnosiła się do oddziałów sprowadzanych z Tarentu oraz innych pobliskich miast należących do tzw. "Wielkiej Grecji", jednak z czasem "jazdą tarencką" zaczęto określać wszystkich kawalerzystów walczących na tę modłę, niezależnie od pochodzenia.
Nowością rozpowszechnią w okresie hellenistycznym, sięgającą korzeniami jeszcze do indyjskiej wyprawy Aleksandra z lat 327-326 p.n.e., były słonie bojowe. Podczas wojen diadochów były one chętnie wykorzystywane przez wszystkie strony, w tym przez władców Macedonii, takich jak Poliperchon (np. podczas oblężenia Megalopolis). Później, po pewnym ustabilizowaniu się sytuacji międzynarodowej, Macedonia właściwie zupełnie straciła możliwość pozyskiwania samych zwierząt, a także odpowiednich treserów czy kornaków. Jedyną możliwością było zdobycie ich na przeciwniku. Zdarzyło się to jednak tylko raz, kiedy w 272 p.n.e., po śmierci króla Epiru Pyrrusa, w posiadanie kilku ich sztuk wszedł Antygon II Gonatas. Były to słonie afrykańskie, przekazane Pyrrusowi na wyprawę italską przez króla Egiptu Ptolemeusza II Filadelfosa, ale ostatecznie ich rola była marginalna. W późniejszych latach armia macedońska nie tylko nie miała dostępu do tych zwierząt, ale również nie potrafiła z nimi walczyć. Przyczyniło się to w pewnym stopniu do klęsk poniesionych przez Filipa V i Perseusza przeciw Rzymianom.
Ówczesna sztuka inżynieryjna armii macedońskiej przede wszystkim opierała się na wprowadzonych jeszcze przez Filipa II rozwiązaniach, takich jak balisty greckie typu lithobolos oraz oxybeles. Mimo to, o pewnym postępie w tej dziedzinie świadczyć może oblężenie Rodos prowadzone przez Demetriusza I Poliorketesa w latach 305-304 p.n.e., w którym Macedończycy wykorzystali hellepolis – jedną z największych machin oblężniczych w historii. W szerokim użyciu podczas oblężeń były też bardziej powszechne rodzaje machin, takie jak tarany, drabiny i wieże oblężnicze. Zupełną nowością było również zastosowanie machin miotających podczas walk na wąskich, umocnionych pozycjach, na co przykładem może być obrona wąwozu Aoi Stena (wąwozu rzeki Aoos) przez Filipa V Antygonidę w 198 p.n.e.

## Upadek znaczenia

### Konflikt z Rzymem
W III wieku p.n.e. Republika rzymska zaczęła wyrastać na jedno z największych mocarstw w basenie Morza Śródziemnego, dokonując podboju całego Półwyspu Apenińskiego. W latach 282–272 p.n.e. toczyła ciężką wojnę z Pyrrusem, który przybył na pomoc Grekom z południowej Italii. Armia rzymska poniosła z jego rąk dwie klęski – pod Herakleą w 280 p.n.e. i pod Ausculum w 279 p.n.e. (w powszechnej opinii błędnie uważanej za nierozstrzygniętą lub okupioną zbyt dużymi stratami), a pod Benewentem w 275 p.n.e. zdołała doprowadzić do remisu, który był jednak sukcesem strategicznym, zmuszając króla Epiru do wycofania się. Był to pierwszy "triumf" oręża rzymskiego nad macedońską sztuką wojenną, z której czerpał Pyrrus, wykorzystujący długą falangę oraz "taktykę połączonych broni" (w jego armii służyły liczne oddziały kawalerii, lekkozbrojnych, najemników, peltastów, a także 20 słoni bojowych).
Pierwszym zbrojnym spotkaniem Macedonii i Rzymu była I wojna macedońska. Trwała ona w latach 214–205 p.n.e. i była właściwie częścią II wojny punickiej, gdyż król macedoński Filip V od roku 215 p.n.e. był sojusznikiem Kartaginy. Mimo to, jako że podczas jej trwania Rzymianie byli zajęci przez właściwe walki z Kartaginą a Filip, pomimo zamysłów, nie zdołał przedostać się do Italii, nie doszło między nimi do poważniejszych starć, a samą wojnę z Macedonią przede wszystkim toczyli rzymscy sojusznicy. Ostatecznie konflikt zakończył się podpisaniem dość korzystnego dla Macedonii pokoju. Nie zakończyło to jednak antagonizmów między obiema stronami, które narastały w dalszym ciągu, co ostatecznie znalazło upust w II wojnie macedońskiej (200–196 p.n.e.). Decydującym starciem była bitwa pod Kynoskefalaj w roku 197 p.n.e., w której w sumie walczyło ponad 50 tysięcy żołnierzy. Filip wykorzystał pełną siłę falangi macedońskiej, która w starciu z rzymskimi legionistami przeważała, jednak z powodu kłopotów organizacyjnych, w wyniku których lewe skrzydło jego armii nie ustawiło się na czas, ostatecznie poniósł on klęskę. Spowodował ją także nie do końca sprzyjający teren i brawurowa decyzja króla o wydaniu Rzymianom walnej bitwy. Wartym zaznaczenia jest fakt, iż pod Kynoskefalaj armia macedońska była mocno niekompletna, posiadając małą ilość lekkozbrojnych oraz konnicy, które tradycyjnie powinny uzupełniać oddziały włóczników co również mogło przyczynić się do porażki Filipa. Był to początek upadku Królestwa Macedonii.

### Ostatnie lata
Syn Filipa, Perseusz Antygonida, próbował odbudować potęgę Macedonii. Starał się utrzymywać dobre stosunki z Grecją i poszukiwał sprzymierzeńców. Te działania wzbudziły niepokój Rzymian, którzy wykorzystali tę sytuację do ostatecznego unicestwienia jego państwa. W roku 168 p.n.e. pod Pydną Perseusz stoczył z nimi decydującą bitwę. Jego armia niewiele miała jednak wspólnego z wojskami, jakie wystawiali macedońscy władcy we wcześniejszych wiekach. Składała się niemal wyłącznie z falangitów oraz sojuszniczych plemion trackich. Zróżnicowanie rodzajów wojska, „taktyka połączonych broni” – cecha charakterystyczna armii hellenistycznych – zostało całkowicie zatracone. Perseusz podjął walkę na trudnym, pagórkowatym terenie, co, w połączeniu z intensywnym ostrzałem prowadzonym przez łuczników rzymskich ustawionych za legionistami, przyczyniło się do przerwania falangi. Powstałe luki natychmiast wykorzystali Rzymianie, dokonując rzezi na Macedończykach. Dodatkowo, wierzchowce kawalerii macedońskiej zostały przepłoszone przez zapach należących do Rzymian słoni, a same słonie uderzyły na piechurów siejąc wśród nich panikę. Perseusz musiał ratować się ucieczką z kraju, a Macedonia została podzielona na cztery zależne od Rzymu republiki.
W 149 p.n.e. doszło w Macedonii do wybuchu powstania (czasami nazywanego "IV wojną macedońską"), popieranego przez Traków, na czele którego stanął Andriskos, podający się za Filipa VI – rzekomego syna Perseusza. Struktura i uzbrojenie jego armii są bardzo trudne do określenia ze względu na stosunkowo krótki czas trwania konfliktu oraz niedostateczną ilość poświęconych mu źródeł. Z całą pewnością wojsko macedońskie nie posiadało już wtedy jazdy tesalskiej, a liczba lekkozbrojnych była prawdopodobnie ograniczona, można jednak przyjąć, iż w skład armii wchodziła duża liczba najemników trackich i iliryjskich oraz żołnierze macedońscy. Niemniej większość współczesnych historyków wątpi, by potrafili oni walczyć w szyku falangi. Mimo to armia Andriskosa musiała wykazywać pewną wartość bojową, jeśli wziąć pod uwagę fakt że w 149 roku p.n.e. zdołała pobić w walnej bitwie wojska rzymskie pod dowództwem Publiusza Juventusa. Samo powstanie zakończyła w 148 p.n.e. II bitwa pod Pydną, w której ponownie, tak jak przeciw Perseuszowi, zwyciężyli Rzymianie, lecz tym razem ostatecznie. Po całkowitym unicestwieniu państwa macedońskiego, jego wojska również przestały istnieć, kładąc kres długiej tradycji zapoczątkowanej przez Filipa II i kontynuowanej przez Aleksandra oraz monarchów hellenistycznych.